# ミゲル・イダルゴ (メキシコシティ)
ミゲル・イダルゴ（スペイン語: Miguel Hidalgo）は、メキシコシティを構成する16の管轄区域のひとつである。タクバ、チャプルテペク、タクバヤの3つの歴史的な地域、およびポランコ、ロマス・デ・チャプルテペクなどの地区を含んでいる。チャプルテペク公園、国立人類学博物館といったランドマークを擁し、歴史的中心のあるクアウテモクに次いで2番めに多くの人々が訪れる。タクバとタクバヤはメキシコシティとは独立した集落として長い歴史を持ち、プエブロ・マヒコにならって観光目的で2011年に制定されたメキシコシティの21の「バリオス・マヒコス」（魔法の地区）に選ばれた。
メキシコ独立革命の開始とされるドロレスの叫びを発したミゲル・イダルゴから名前を取っている。

## 地理
ミゲル・イダルゴはメキシコシティ北西部に位置し、歴史的中心の西隣にあたる。81の地区(colonia)に分かれている。アスカポツァルコ、クアウテモク、ベニート・フアレス、アルバロ・オブレゴン、クアヒマルパ・デ・モレロスに接し、西側はメヒコ州と境をなす。面積は47.68平方キロメートルである。
ミゲル・イダルゴはかつてのテスココ湖の西岸にあたり、タクバ、チャプルテペク、タクバヤの3つの地域から構成される。地形的には特に南西のクアヒマルパ・デ・モレロスとの境においてラス・クルセス山脈につながる峡谷・丘・メサが集中する。東のクアウテモクとは内環状道路(Circuito Interior)が境目になっている。チャプルテペクの丘は標高2,260メートルである。この地は完全に都市化され、緑地は公園に限られる。最大の公園はチャプルテペク公園である。
古い廃鉱のために地盤に問題のある地域に25,000人以上が住む。約500世帯は特に危険度の高い所に住んでいる。

## 人口
大部分は住宅地だが、人口は1960年に650,497人だったのが2010年には372,889人に減少した。現在ミゲル・イダルゴの人口はメキシコシティの16の管轄区域のうち12番目である。人口の88%あまりが自分をカトリック教徒としている。

## 交通
数多くのバスやメキシコシティ地下鉄の路線が走り、タクバヤ駅で地下鉄1・7・9号線が交わる。オブセルバトリオのバス停留所からは西のトルーカなどへ行くバスが走行する。オブセルバトリオとトルーカを結ぶ都市間高速鉄道 (es:Tren Interurbano de Pasajeros Toluca-Valle de México) が建設中である。

## 歴史

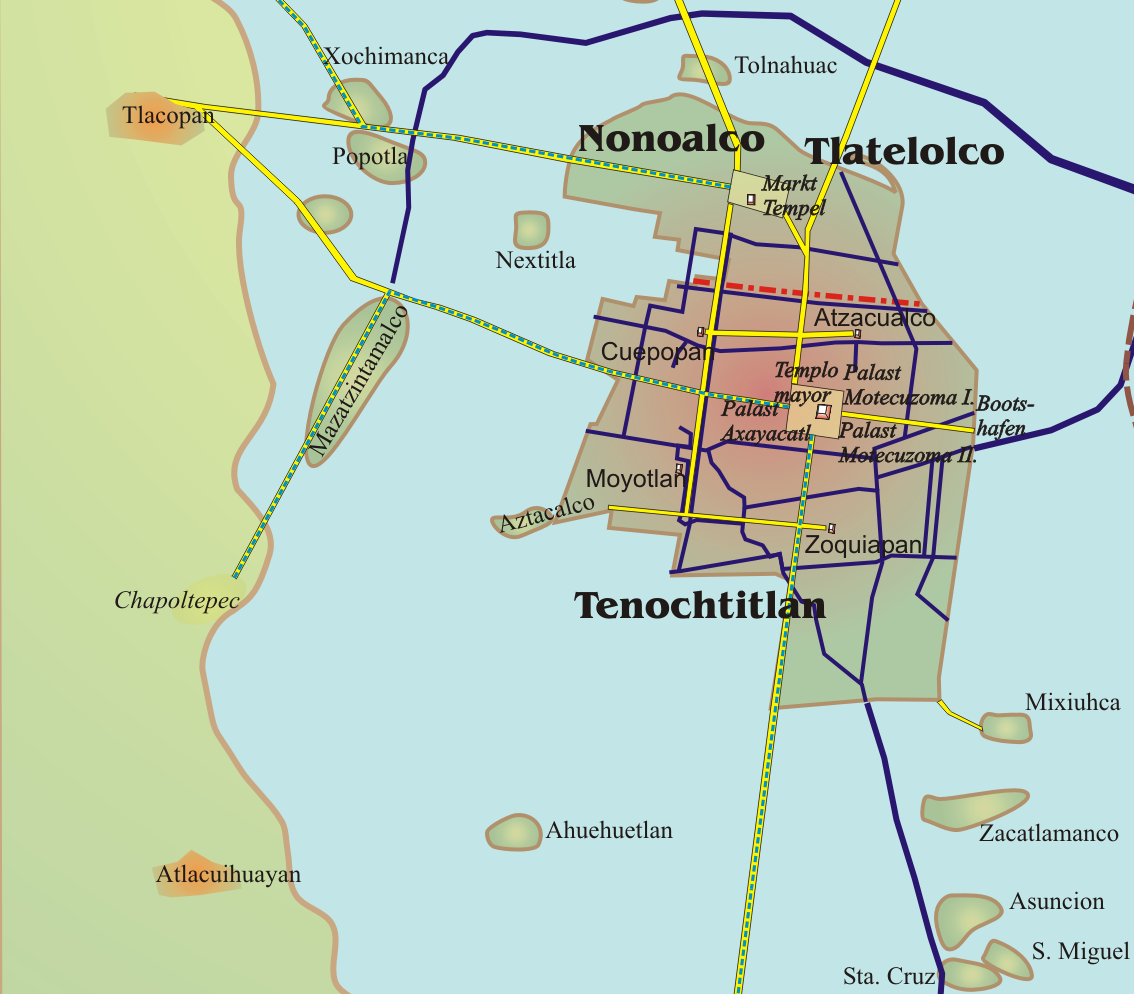
テノチティトランと湖をへだてたトラコパン（タクバ）、チャプルテペク、アトラクイワヤン（タクバヤ）

チャプルテペク、タクバ、タクバヤの各地域は、20世紀はじめまでメキシコシティとは独立したムニシピオであり、それぞれ別の歴史を持っている。これらの地はアステカ時代には中心都市テノチティトランとはテスココ湖をへだてて西側にあった。スペイン人による征服の後、テノチティトランはメキシコシティとなり、湖は植民地時代を通じて干拓され、その結果メキシコシティは拡大していった。20世紀はじめにメキシコシティの西端がタクバとタクバヤまで到達した。メキシコシティが西へ拡大していったひとつの理由には、富裕層が歴史的中心を捨てて新しい地域へ引越したことがある。彼らははじめ（今のクアウテモク西部の）ローマ地区やコンデサ地区に住んだが、後にはポランコ地区へ引越した。西への移動は今も続いており、ロマス地区への移住が進みつつある。
1928年にメキシコシティ連邦区はメキシコシティ本体と13の区(delegaciones)に分けられたが、今のミゲル・イダルゴはメキシコシティ本体の一部であった。1970年にメキシコシティ本体も4つの区に分けられ、そのひとつがミゲル・イダルゴである。

### チャプルテペク
チャプルテペクは祭祀を行う聖地であり、後にアステカ皇帝の静養地になった。モクテスマ1世はチャプルテペクからテノチティトランまで水道を引いた。後にモクテスマ2世は魚の泳ぐ池と庭園を造った。ネサワルコヨトルは丘のふもとに宮殿を築いた。1780年代から当時のチャプルテペク公園の中心であったチャプルテペクの丘の頂上にチャプルテペク城が築かれはじめた。1847年には米墨戦争のチャプルテペクの戦いの戦場になった。19世紀から20世紀にかけてチャプルテペク城はメキシコ元首の公邸として使われたが、1930年代からはやはりチャプルテペク内のロス・ピノスに移転した。マクシミリアンはチャプルテペク城と市の中心を結ぶレフォルマ通りを建設した。現在チャプルテペク城には国立歴史博物館がある。
現在チャプルテペクには国立人類学博物館と国立歴史博物館の2つの重要な博物館がある。他の博物館はレフォルマ通り沿いに位置している。

### タクバ
タクバはアステカ時代にはトラコパンと呼ばれ、アスカポツァルコに従属していたが、テノチティトランおよびテスココがアスカポツァルコを攻撃したときにトラコパンは抵抗しなかったため、アステカの三都市同盟のひとつと見なされた。トラコパンとテノチティトランを結ぶ堤道があり、今もメヒコ＝タクバ道路として存在する。この道路はスペイン人がテノチティトランから追い出された「悲しき夜」の舞台としても知られる。スペイン人による征服後、フランシスコ会によって教会が建設された。20世紀にはいるとタクバは犯罪や衛生の問題が発生した。RENACE（再生）プログラムの下でタクバの再生が図られている。

### タクバヤ
アステカ時代にはナワトル語でアトラクイワヤン（Atlacuihuayan、「川の曲る場所」）と呼ばれていた。スペイン人による征服後、1590年にドミニコ会がサン・ホセ・デ・タクバヤ修道院と教会を建てた。この地は果樹園や製粉所のある田園地帯で、3つの川が流れ、富裕層がここに別荘を建てた。19世紀中頃から開発が進み、19世紀後半から20世紀前半にかけて邸宅の建設がピークを迎えた。1888年には人口はわずか9,000人であったが、20世紀はじめには2万人だった。20世紀になるとメキシコシティからのスプロール現象がタクバヤに達し、田園地帯の自然は失われ、川は暗渠化され、泉は枯れた。今ではタクバヤの大部分は労働者階級が住む。統制のない物売りが多すぎて交通上の問題になっており、とくに地下鉄タクバヤ駅周辺で問題が大きい。
メキシコ国立天文台は最初1878年にチャプルテペク城内に作られたが、1883年にタクバヤの大司教邸宅跡に移された。1942年に天文台はプエブラ州に、ついでバハ・カリフォルニア州に移転し、天文台のあった建物は現在国立気象観測所が使用している。「オブセルバトリオ」という地区名にその名残りが残っている。